# Topola chińska
Topola chińska, topola Simona (Populus simonii Carriere, Populus przewalskii) – gatunek drzewa z rodziny wierzbowatych (Salicaceae). Występuje naturalnie w północnych Chinach.

## Morfologia
PokrójPosiada płaczący pokrój. Dorasta do 20 m. Często posiada pochyły pień z ukośnie uniesionymi głównymi konarami i zwisającymi gałązkami.
PędyPędy są graniaste i nagie.
LiścieLiście są romboidalne, nieco spłaszczone. Mają od 5 do 12 cm długości. Od spodu mają zielono-białą barwę i są nagie. Podobne są do liści topoli berlińskiej, jednak topola chińska jest mniej ulistniona, a liście są szersze powyżej połowy. Posiadają bardzo krótki ogonek o długości 1–2 cm. Rozwijają się wczesną wiosną.

## Biologia
Fanerofit. Drzewo wydziela balsamiczny zapach.

## Zmienność
Odmiana uprawna:
- 'Fastigiata' – odmiana o stożkowym pokroju ze zwisającymi drobnymi gałęziami.